# Lammskalle
Lammskalle är en gotländsk maträtt som består av kluvna skallar från tamfår som griljeras. Man äter köttet, tungan och även ögat, vilket på vissa håll anses vara en delikatess. Lammskalle serveras mestadels i traditionstyngda och rustika sammanhang.  

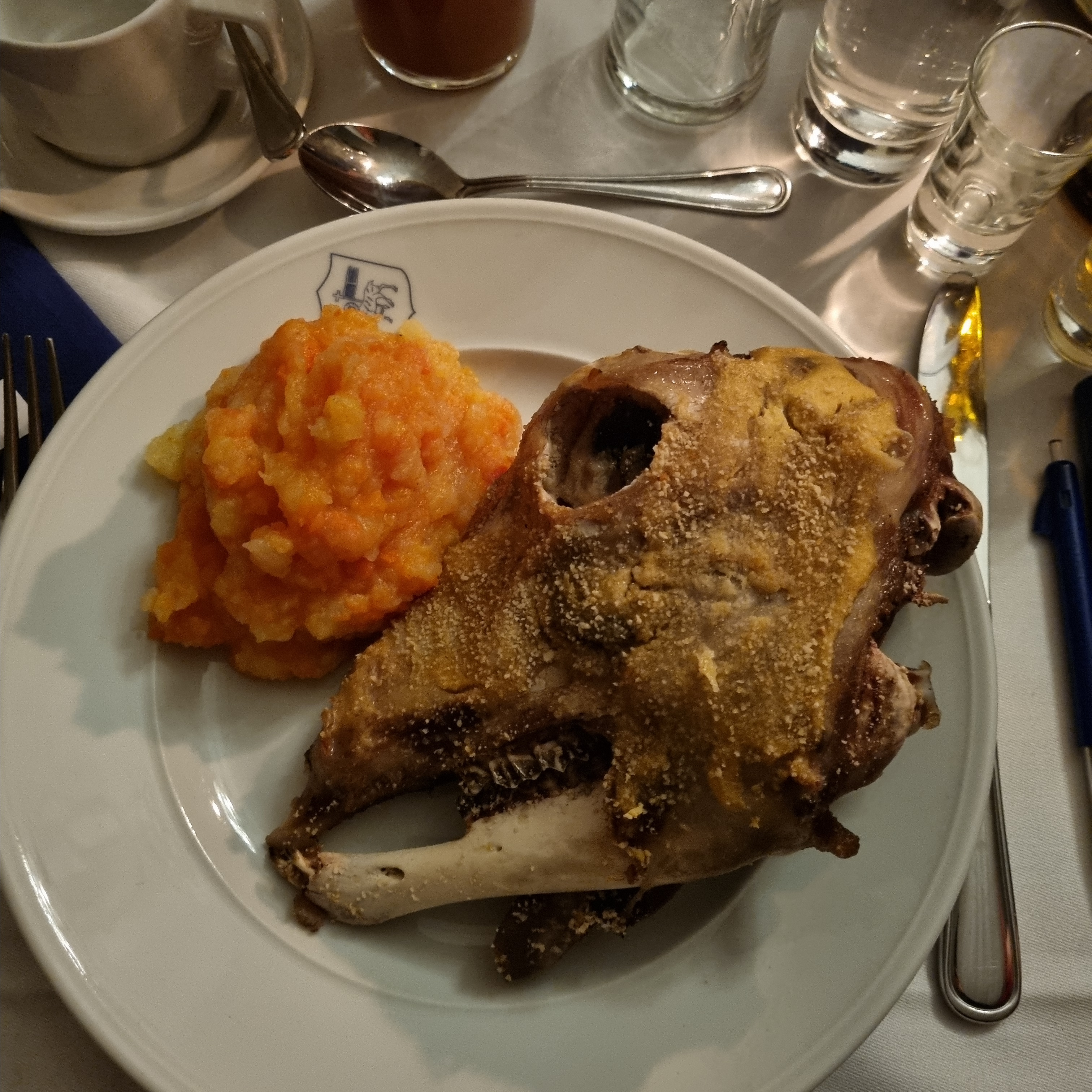
En lammskalle som den serveras på Lambskallegasken på Gotlands nation i Uppsala.